# Lucjan Malinowski
Pour les articles homonymes, voir Malinowski.
Lucjan Feliks Malinowski, né le 27 mai 1839 à Jaroszewice et mort le 15 janvier 1898 à Cracovie est un linguiste polonais spécialiste de dialectes silésiens, voyageur, professeur à l'université Jagellonne, et directeur du séminaire slave en 1887. Il est le pionnier de dialectologie polonaise. Il est père de Bronisław Malinowski, fondateur de l'anthropologie.